# Термінологія коміксів
Світова індустрія коміксів за роки свого існування встигла створити спеціалізовану термінологію. Було зроблено кілька спроб формалізувати й визначити термінологію коміксів такими авторами, як Вілл Ейснер, Скотт Мак-Клауд, Роберт Ц. Гарві і Ділан Горрокс. Велика частина термінології англійською мовою є спірною, тому на цій сторінці будуть перераховані і описані найбільш поширені терміни, що використовуються у коміксах.

## Комікси
Мальовані історії (мальсторії)  — загальний термін для означення усіх видів мистецтва послідовних зображень з сюжетом, розкадровками і текстами у хмарках-баблах, які є друкованими або цифровими творами, а саме: коміксів, стріпів, BD, bande dessinée (французькі мальовані історії), фуметті (італійські мальовані історії, фумет, множинна форма фуметті.), тебеос (іспанські), манґи (японські), маньхуа́, ляньхуанхуа́ (китайскі  трад. 漫畫, спр. 漫画, піньїнь: Mànhuà). Під цим поняттям об'єднують всі мальсторії, випущені в Китаї (включаючи Тайвань і Гонконг), а також переклади японської манги на китайську мову.), манхва (корейска 만화 [manɦwa]) тощо. 
Термін "мальовані історії" склався у середовищі українських поціновувачів та авторів у період 2000-х років.
У Сполучених Штатах в 1960-х роках з'явилися термін "графічний роман" і популяризується у 1980 - х роках, цей термін в даний час часто використовується, щоб уникнути натяку на дитячість і розважальну конотацію «комічність» коміксів, особливо в тих країнах, де поширена назва  «комікси».
- Комікси — це мальовані історії у термінології США, багатьох англомовних країн, Польщі … та інших. Поєднують у собі жанри і форми: комедії, екшену, пригод, сатири, гротеску з детективною та Si-Fi складовими, рекламні та агітаційні комікси тощо. Насамперед, орієнтовані на масового читача та дітей. Історично виникли у форматі періодики, що в наш час також знайшло продовження web. Для коміксів характерні корпоративні персонажі (напр. супергерої), які часто належать певному видавцю або замовнику, що зокрема зумовлює колективну творчість над даним видом мальсторій.

- Графічна проза — там, де графічна проза приходила в культуру країни з «колонізаторами»/«цивілізаторами» і не мала своїх самоназв вона почала називатись за аналогією привнесеного. Там де є своя національна графічна проза чи підґрунтя, існує дві назви, своя і назва «комікси», яка, зазначає що це американська графічна проза.

## Команда творців коміксів
Автори сюжету і всього тексту у коміксах зазвичай називаються авторами сценарію — або просто авторами. 
Коли мова заходить про художників-ілюстраторів, усе не так просто.
Художні обов’язки діляться між такими людьми:
- Автори ескізів — олівцем і чорнилами — пенсіллер та інкер.
  - Пенсіллер намічає олівцем усі зображення, визначає розташування панелей, персонажів і елементів заднього плану на сторінці.
  - Інкер (або фінішер), наводить чорнилами (ручкою чи пензлем) те, що намітив пенсіллер. Він визначає остаточний лейаут сторінки. Також іноді покращує або уточнює роботу пенсіллера — залежно від деталізованості олівцевих ескізів.
- Колорист заповнює чорно-білі сторінки барвами, які ми бачимо у друці. Вони можуть працювати зі справжніми фарбами, або на комп'ютері.
- Леттерер відповідає за вигуки та звукові ефекти («БАМ», «БДИЩ») на сторінках коміксу. Але це не вся їхня робота — леттерер заповнює баббли текстом (у часи повністю виконаних вручну коміксів вони також малювали баббли) і створює усі вивіски, таблички та інший текст на ілюстраціях.

Часом — як у випадку з коміксом «Ноель» — усі ці ролі в собі поєднує єдиний художник, який до того ж є і автором сценарію.

## Елементи верстки
- Панель, фрейм або бокс — окрема ілюстрація на сторінці. Це зазвичай оточена контуром прямокутна картинка, що містить у собі елемент дії. Розмір, форма панелі, а також розташування бабблів всередині неї виражає значення зображених подій і послідовність розвитку дії. Рядок панелей називається таєр (зв’язка), а простір між панелями — ґаттер (канва).
- Поділ — або гаттер ("гаттер" — обріз) це простір між кадрами.
- Сплеш, сплеш-сторінка — ілюстрація, що «виплеснулась» за межі панелі, і займає щонайменше пів сторінки (часто дві). Часто трапляється на початку коміксу, адже має на меті захопити увагу читача. Ілюстрації, що займають дві і більше сторінок, називають спредами (або просто розгортами).
- Хмарка, балун, текстова хмаринка, бабл (пухирець, булька, або текстовий бабл чи хмаринка з діалогом і.д.) — картуш з умовним «хвостиком», що містить пряму мову персонажа, героя у кадрі. Іноді текст пісень, або звуки, чи мальовані символи, що відображають емоції персонажа. Може об’єднувати два кадри, таким чином показуючи, що мова відбувається у двох кадрах.  Хмарки, що мають нерівний контур, або межі і від них йде не «хвостик», а кружечки – містять думки героїв. Хмарки що мають нерівний край і хвостик або пунктир показують шепіт або тихій кволий голос. Хмарки що мають довжелезний хвостик показують що  текст долинає звідкись. Іноді текстові хмарки не мають меж, а лише хвостик і пишуться у вільному місті маючи лише абстрактні межі.
- Вигуки, звуки — звукові ефекти, або Ономатопея – слово що є результатом звуконаслідування, а також процес створення таких слів.  (звукові ефекти в МІ– як то вигуки, часто звуки які передають взаємодії предметів між собою і не є діалогами: звуки пострілів, грюкіт, всплески води і т.д. ) що передаються за допомогою шрифтових композицій по за межами текстових хмаринок. Сталої традиції у зображенні таких звуків в українській графічній прозі поки що не існує.

## Типи серій та випусків коміксів
- Триваюча серія — зазвичай публікується за розкладом фіксованого графіку, у більшості випадків - щомісяця. Однак багато факторів можуть привести до проблеми з публікуванням, у результаті чого трапляється запізнення випуску. У таких серіях також може відбутися незапланована заміна авторів, сценаристів або художників, у будь-який момент випуску серії.
- Обмежена серія — має певну кількість випусків. Кількість випусків має задум кінця від самого початку (створення або випуску серії), на відміну від триваючої серії, яка створюється по ходу випусків. Ця серія також відрізняється від ван-шотних випусків, адже вона складається з декількох номерів.
- Ван-шот — це комікс, опублікований у вигляді окремого випуску, з незалежною історією, яка не є частиною тривалої серії або мінісерії.
- Тай-ін — іноді випуски у вигляді ван-шота мають мету додати подробиць до якоїсь тривалої серії коміксів, або кроссовер-події, у таких випадках зазвичай випуск має позначку англ. «Tie-in».

## Види комікс-видань
- Синґл — одиничний випуск серійного коміксу.
  - Стенд-елоун (позасерійник) — комікс, який не належить до серії.
- Томи-збірки:
  - TPB (Trade PaperBack) Софтковер (М'яка обкладинка) - товсті комікси, в м'якій обкладинці (але вона щільніше, ніж у синглів). Іноді це просто довгі історії (від 90 сторінок) або зібрані в одному томі кілька синґлів, тобто декілька частин однієї підісторії серії.
  - Гардковер (тверда обкладинка/палітурка) — збірка певної кількості номерів якоїсь серії, або випусків серії за певний період. Зазвичай ці номери є частинами однієї сюжетної арки, що робить омнібус цілісною історією, подібною до графічного роману. Наприклад це томи таких серій як: «Бетмен» (Бетмен: Суд Сов, Бетмен: Місто сов, Бетмен: Смерть сім'ї, та наступні), «Ліга справедливості» (Ліга справедливості: Початок, Ліга Справедливості: Шлях злочинця, та наступні), «Флеш» (Флеш: Тільки вперед, Флеш: Революція бунтарів, та наступні), та інші.
  - Омнібус — більше 1000-сторінкові збірки повних серій або лише більше половини номерів різних повних (завершених) серій. Зазвичай ці номери мають декілька сюжетних міні-арок та повний або частину глобального сюжету серій, що робить омнібус збіркою повного сюжету та посилу серії, подібною до графічного роману.
- Графічний роман — завершена історія, за обсягом більша від синґлу, і за кількістю персонажів та сюжетною структурою аналогічна до прозового роману. Зазвичай видається у м'якій або твердій палітурці. До графічних романів належать «Бетмен: Убивчий жарт», «Бетмен: Ноель», а також «Єнот Ракета».

## Команда локалізаторів
- Перекладач — людина яка відповідає за переклад або адаптацію оригінального тексту коміксу.
- Летеріст — відповідає за розташування тексту на сторінках сюжету, у бабблах[1].
- Графіка — той, хто локалізує (перемальовує) оригінальні вигуки або тестові ілюстрації панелей коміксу.
- Редактор — загальне редагування вищезгаданих задач.